# Kourtney Rhoads
Kourtney Rhoads (* 20. August 1991 in Butler, Pennsylvania) ist eine Handball- und Beachhandballspielerin, die im Beachhandball Nationalspielerin ihres Landes war und in der Halle zum erweiterten Kreis der Nationalmannschaft gehört.

## Familie, Ausbildung und Karriere
Kourtney Rhoads gehört zu einer sehr sportlichen Familie. Ihre Mutter Melinda Hale nahm als Handballspielerin an den Olympischen Sommerspielen in Los Angeles teil. Der Vater Posey Rhoads war professioneller Basketballspieler und Basketballtrainer. Die ältere Schwester Jence Rhoads ist ebenfalls Handball-Nationalspielerin der USA und war zudem professionelle Basketballspielerin. Gemeinsam mit Kourtney Rhoads spielte auch ihre Zwillingsschwester in der Basketballmannschaft des Kentucky Wesleyan College.
Rhoads wuchs in Slippery Rock auf und besuchte bis zu ihrem Abschluss im Jahr 2010 die Slippery Rock Area High School. Anschließend studierte sie bis 2014 am Kentucky Wesleyan College. Sie arbeitet als Gesundheits- und Personal Trainerin.

## Sportlicher Werdegang

### Basketball
Rhoads spielte vier Jahre auf der Position des Guard College-Basketball für das Kentucky Wesleyan College.

### Handball und Beachhandball
Auf Vereinsebene spielt Rhoads für den Atlanta Beach Handball. Sie gehörte 2019 zum Kader der US-Nationalmannschaft im Beachhandball und wechselte damit wie der Großteil ihrer Mannschaftskameradinnen von anderen Sportarten zum Beachhandball. Bei den 2019 erstmals ausgetragenen Nordamerika- und Karibikmeisterschaft in Chaguanas auf Trinidad und Tobago gewann Rhoads mit ihrer Mannschaft im Finale gegen Mexiko den Titel, den ersten für die US-Frauen überhaupt. Mit der Platzierung bei den kontinentalen Meisterschaften war auch die Qualifikation zu den World Beach Games 2019 in Doha erreicht worden. In Katar wurde sie mit ihrer Mannschaft Zehnte. Gemeinsam mit ihrer Schwester Jense bereitete sich Rhoads auf die Teilnahme an den Beachhandball-Weltmeisterschaften 2020 in Italien vor und startete mit dieser einen Spendenaufruf bei GoFundMe, um die Vorbereitung finanzieren zu können. Die Weltmeisterschaften fielen jedoch der COVID-19-Pandemie zum Opfer. Nach der Pandemie gehörte Rhoads noch nicht wieder zum engeren Kreis der Nationalmannschaft, wurde für 2022 aber im erweiterten Spielerinnenkreis geführt.
Mit der Vereinsmannschaft war sie 2017 Zweite bei den renommierten So. Cal Beach Handball Championships, 2019 gewann sie das für Nordamerika bedeutende jährliche Beachhandball-Turnier. 2019 war sie mit dem Verein auch in Europa auf Tour, wo in Paros ein dritter Rang, beim Karacho Beach Cup in Münster Platz 15 erreicht wurde. Beim So. Cal Beach Handball Tournament konnte sie 2019 gewinnen.
2019 gehörte Rhoads nicht nur der Beachhandball-Nationalmannschaft an, sondern gehörte auch zum erweiterten Kader der Hallen-Nationalmannschaft.

## Belege und Anmerkungen
1. ↑  Olympedia – Melinda Hale. Abgerufen am 29. Januar 2023.
2. ↑  USA Team Handball Facebook Live #1: A Family Affair (sponsored by Verizon). Abgerufen am 29. Januar 2023 (deutsch).
3. ↑  Kourtney Rhoads - Women’s Basketball. Abgerufen am 29. Januar 2023 (englisch).
kourtney-rhoads. Abgerufen am 29. Januar 2023.
4. ↑  Beach Handball - United States vs Argentina | Women’s Group A Match | ANOC World Beach Games 2019. Abgerufen am 12. August 2022 (deutsch).
5. ↑  Kentucky Wesleyan College Magazine - Spring 2020 by Kentucky Wesleyan College - Issuu. Abgerufen am 29. Januar 2023 (englisch).
6. ↑  'Rhoads' to World Championships, organisiert von Jence Ann. Abgerufen am 29. Januar 2023 (amerikanisches Englisch).

| Personendaten    | Personendaten                                                      |
| ---------------- | ------------------------------------------------------------------ |
| NAME             | Rhoads, Kourtney                                                   |
| KURZBESCHREIBUNG | US-amerikanische Basketball-, Handball- und Beachhandballspielerin |
| GEBURTSDATUM     | 20. August 1991                                                    |
| GEBURTSORT       | Butler, Pennsylvania                                               |